# Liste des circonscriptions électorales de l'Oxfordshire
Le comté d'Oxfordshire est divisé en six circonscriptions parlementaire : 
- 1 Borough constituency ;
- 5 County constituencies.

## Circonscriptions
- † Conservateur
- ‡ Labour
- ¤ Liberal Democrat

| Circonscriptions            | Électeurs | Majorité | Member of Parliament | Member of Parliament | Opposition | Opposition      | Circonscriptions parlementaires, | Map |
| --------------------------- | --------- | -------- | -------------------- | -------------------- | ---------- | --------------- | --- | --- |
| Banbury CC                  | 88,420    | 18,395   |                      | Victoria Prentis†    |            | Sean Woodcock‡  | Cherwell District Council : Adderbury, Ambrosden and Chesterton, Banbury Calthorpe, Banbury Easington, Banbury Grimsbury and Castle, Banbury Hardwick, Banbury Neithrop, Banbury Ruscote, Bicester East, Bicester North, Bicester South, Bicester Town, Bicester West, Bloxham and Bodicote, Caversfield, Cropredy, Deddington, Fringford, Hook Norton, Launton, Sibford, The Astons and Heyfords, Wroxton. |     |
| Henley CC                   | 77,946    | 25,375   |                      | John Howell†         |            | Sam Juthani‡    | Cherwell District Council : Kirtlington, Otmoor. South Oxfordshire District Council : Aston Rowant, Benson, Berinsfield, Chalgrove, Chiltern Woods, Chinnor, Crowmarsh, Forest Hill and Holton, Garsington, Goring, Great Milton, Henley North, Henley South, Sandford, Shiplake, Sonning Common, Thame North, Thame South, Watlington, Wheatley, Woodcote. |     |
| Oxford East BC              | 78,978    | 15,280   |                      | Andrew Smith‡        |            | Melanie Magee†  | Oxford City Council : Barton and Sandhills, Blackbird Leys, Carfax, Churchill, Cowley, Cowley Marsh, Headington, Headington Hill and Northway, Hinksey Park, Holywell, Iffley Fields, Littlemore, Lye Valley, Marston, Northfield Brook, Quarry and Risinghurst, Rose Hill and Iffley, St Clement’s, St Mary’s. |     |
| Oxford West and Abingdon CC | 76,174    | 9,582    |                      | Nicola Blackwood†    |            | Layla Moran¤    | Cherwell District Council : Kidlington North, Kidlington South, Yarnton, Gosford and Water Eaton. Oxford City Council : Jericho and Osney, North, St Margaret’s, Summertown, Wolvercote. Vale of White Horse District Council : Abingdon Abbey and Barton, Abingdon Caldecott, Abingdon Dunmore, Abingdon Fitzharris, Abingdon Northcourt, Abingdon Ock Meadow, Abingdon Peachcroft, Appleton and Cumnor, Kennington and South Hinksey, North Hinksey and Wytham, Radley, Sunningwell and Wootton. |     |
| Wantage CC                  | 82,951    | 21,749   |                      | Ed Vaizey†           |            | Stephen Webb‡   | South Oxfordshire District Council : Brightwell, Cholsey and Wallingford South, Didcot All Saints, Didcot Ladygrove, Didcot Northbourne, Didcot Park, Hagbourne, Wallingford North. Vale of White Horse District Council : Blewbury and Upton, Craven, Drayton, Faringdon and The Coxwells, Greendown, Grove, Hanneys, Harwell, Hendreds, Kingston Bagpuize with Southmoor, Longworth, Marcham and Shippon, Shrivenham, Stanford, Sutton Courtenay and Appleford, Wantage Charlton, Wantage Segsbury. |     |
| Witney CC                   | 79,767    | 25,155   |                      | David Cameron†       |            | Duncan Enright‡ | West Oxfordshire District Council : Alvescot and Filkins, Ascott and Shipton, Bampton and Clanfield, Brize Norton and Shilton, Burford, Carterton North East, Carterton North West, Carterton South, Chadlington and Churchill, Charlbury and Finstock, Chipping Norton, Ducklington, Eynsham and Cassington, Freeland and Hanborough, Hailey, Minster Lovell and Leafield, Kingham, Rollright and Enstone, Milton-under-Wychwood, North Leigh, Standlake, Aston and Stanton Harcourt, Stonesfield and Tackley, The Bartons, Witney Central, Witney East, Witney North, Witney South, Witney West, Woodstock and Bladon. |     |

## Changements de limites
Les propositions de la Commissions est de conservait les 6 circonscriptions de l'Oxfordshire, avec des changements pour réaligner les limites des circonscriptions
avec les limites des quartiers actuels de l'administration locale,
et de réduire la disparité entre les circonscriptions électorales.
| Nom | Pre-2010 Limites                            | Post-2010 Limites |
| --- | ------------------------------------------- | ----------------- |
| 1. Banbury CC 2. Henley CC 3. Oxford East BC 4. Oxford West and Abingdon CC 5. Wantage CC 6. Witney CC | Parliamentary constituencies in Oxfordshire | Proposed Revision |

Ces changements seront mis en œuvre au Royaume-Uni pour l'Élections générales de 2010.

## Résultats

1983
1987
1992
1997
2001
2005
2010
2015
2017

## Représentation historique par parti
Une cellule marquée → (avec un arrière-plan de couleur différente de la cellule précédente) indique que le MP précédent a continué de siéger sous un nouveau parti.

### 1885 à 1918
| Circonscription | 1885      | 1886      | 91         | 1892      | 95        | 1895       | 1900       | 1906                      | Jan 1910   | Dec 1910                  | 17                        | 18            |
| --------------- | --------- | --------- | ---------- | --------- | --------- | ---------- | ---------- | ------------------------- | ---------- | ------------------------- | ------------------------- | ------------- |
| Banbury         | Samuelson | Samuelson | Samuelson  | Samuelson | Samuelson | A. Brassey | A. Brassey | Twisleton-Wykeham-Fiennes | R. Brassey | Twisleton-Wykeham-Fiennes | Twisleton-Wykeham-Fiennes | Rhys-Williams |
| Henley          | Harcourt  | Parker    | Parker     | Parker    | Parker    | Hodge      | Hodge      | P. Morrell                | Fleming    | Fleming                   | Hermon-Hodge              | Hermon-Hodge  |
| Oxford          | Hall      | Hall      | Hall       | Chesney   | Annesley  | Annesley   | Annesley   | Annesley                  | Annesley   | Annesley                  | Marriott                  | Marriott      |
| Woodstock       | Maclean   | →         | G. Morrell | Benson    | Benson    | G. Morrell | G. Morrell | Bennett                   | Hamersley  | Hamersley                 | Hamersley                 | Hamersley     |

### 1918 à 1983
| Circonscription | 1918          | 1922      | 1923      | 24        | 1924      | 1929      | 1931      | 32        | 1935      | 38        | 1945         | 1950         | 50           | 1951         | 1955         | 1959      | 1964      | 1966   | 1970      | Fev 1974  | Oct 1974  | 1979      |
| --------------- | ------------- | --------- | --------- | --------- | --------- | --------- | --------- | --------- | --------- | --------- | ------------ | ------------ | ------------ | ------------ | ------------ | --------- | --------- | ------ | --------- | --------- | --------- | --------- |
| Banbury         | Rhys-Williams | Edmondson | Edmondson | Edmondson | Edmondson | Edmondson | Edmondson | Edmondson | Edmondson | Edmondson | Dodds-Parker | Dodds-Parker | Dodds-Parker | Dodds-Parker | Dodds-Parker | Marten    | Marten    | Marten | Marten    | Marten    | Marten    | Marten    |
| Henley          | Terrell       | Terrell   | Terrell   | Terrell   | Henderson | Henderson | Henderson | Fox       | Fox       | Fox       | Fox          | Hay          | Hay          | Hay          | Hay          | Hay       | Hay       | Hay    | Hay       | Heseltine | Heseltine | Heseltine |
| Oxford          | Marriott      | Gray      | Gray      | Bourne    | Bourne    | Bourne    | Bourne    | Bourne    | Bourne    | Hogg      | Hogg         | Hogg         | Turner       | Turner       | Turner       | Woodhouse | Woodhouse | Luard  | Woodhouse | Woodhouse | Luard     | Patten    |
| Oxfordshire Mid |               |           |           |           |           |           |           |           |           |           |              |              |              |              |              |           |           |        |           | Hurd      | Hurd      | Hurd      |

### 1983 à aujourd’hui
| Circonscription          | 1983      | 1987      | 1992      | 1997      | 99        | 2001    | 05      | 2005    | 08      | 2010      | 2015      | 16        | 2017    | 19      |
| ------------------------ | --------- | --------- | --------- | --------- | --------- | ------- | ------- | ------- | ------- | --------- | --------- | --------- | ------- | ------- |
| Banbury                  | Baldry    | Baldry    | Baldry    | Baldry    | Baldry    | Baldry  | Baldry  | Baldry  | Baldry  | Baldry    | Prentis   | Prentis   | Prentis | Prentis |
| Henley                   | Heseltine | Heseltine | Heseltine | Heseltine | Heseltine | Johnson | Johnson | Johnson | Howell  | Howell    | Howell    | Howell    | Howell  | Howell  |
| Oxford East              | Norris    | Smith     | Smith     | Smith     | Smith     | Smith   | Smith   | Smith   | Smith   | Smith     | Smith     | Smith     | Dodds   | Dodds   |
| Oxford West and Abingdon | Patten    | Patten    | Patten    | Harris    | Harris    | Harris  | Harris  | Harris  | Harris  | Blackwood | Blackwood | Blackwood | Moran   | Moran   |
| Wantage                  | Jackson   | Jackson   | Jackson   | Jackson   | Jackson   | Jackson | →       | Vaizey  | Vaizey  | Vaizey    | Vaizey    | Vaizey    | Vaizey  | →       |
| Witney                   | Hurd      | Hurd      | Hurd      | Woodward  | →         | Cameron | Cameron | Cameron | Cameron | Cameron   | Cameron   | Courts    | Courts  | Courts  |